# Heterorrhina punctatissima
Heterorrhina punctatissima – gatunek chrząszcza z rodziny poświętnikowatych, podrodziny kruszczycowatych i plemienia Goliathini.
Gatunek ten został opisany w 1842 przez Johna Obadiah Westwooda.
Ciało długości od 23 do 25 lub 26 mm i szerokości od 12 do 13 mm, wydłużone, raczej płaskie, po obu stronach jaskrawo zielone, ale stopy i czułki czarne. Nadustek szerszy niż długi, prawie kwadratowy, opatrzony szerokim zębem pośrodku. Głowa punktowana pomarszczenie, przedplecze raczej grubo, tarczka słabo, pokrywy silnie i gęsto, a zapiersie grubo z wyjątkiem środka. Przedplecze raczej wąskie z przodu. Pygidium poprzeczne marszczone.
U samców płat nadustka jest węższy (zajmuje ⅓ jego szerokości), golenie przednich odnóży bezzębne, a tylne stopy dłuższe. U samic płat nadustka jest półokrągły i zajmuje prawie całą jego szerokość, a golenie odnóży przednich dwuzębne
Chrząszcz znany z indyjskich stanów Arunachal Pradesh, Asam, Manipur i Sikkim, podawany także z Mjanmy i Junnanu. Inne źródła podają także Bhutan i Nepal jako wchodzące w skład jego zasięgu, a Junnan wymieniają jako niepewny.